# Кућа Крсмановића у Доњој Мутници
Кућа Крсмановића у Доњој Мутници насељеном месту на територији општине Параћин представља непокретно културно добро као споменик културе.
Кућа Драгутина и Александра Крсмановића у Доњој Мутници је родна кућа народног хероја Бранка Крсмановића, шпанског борца и народног хероја који је погинуо као организатор устанка народа Србије 8. августа 1941. године на Космају. кућа је у основи правоугаона грађевина, са четири просторије, постављена на равном терену. У централном делу је „кућа”, а крај ње је велика гостињска соба на једној страни и две мање собе на другој страни. Зидана је у бондрук конструкцији, са четвороводним кровом покривеним ћерамидом.
На спољној фасади зграде постављена је мермерна спомен плоча са посветом Бранку Крсмановићу. Кућа је једно време служила као музеј, а део се користио и као сеоска библиотека и читаоница. Данас није у употреби.